# BBs Paranoicos

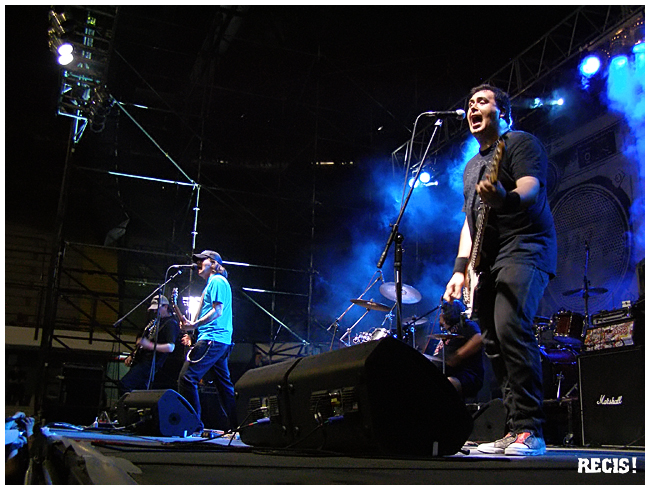
BBs Paranoicos 2008

BBs Paranoicos sind eine 1991 in Santiago de Chile gegründete, in Chile und weiten Teilen Südamerikas populäre Punkband. In Europa wurde die Band durch die „Standardsituationen 4“-Compilation-7" in der DIY-/Anarcho-Punk-Szene bekannt. Später veröffentlichten sie eine Split-7" mit der österreichischen Hardcore-Band Desperate Cry auf Jurassic Punk Records (Linz), eine Split-LP mit E.M.S. auf Bloodshed666 Records (Wien) und die Best-Of-Compilation The History of BBs Paranoicos auf Paranoia! Recordings (Wien).

## Diskografie
- Singles
  - Ágape" (2025, Problematic)
  - A Cada Segundo" (2025, Problematic)
  - Fantasmas" (2023, Problematic)
  - Buscando Culpables" (2020, Pulpa)
- Álbumes de estudio
  - Claroscuro (2025, Problematic)
  - Delusional (2018, Pulpa, Inhumano)
  - Cruces (2014, Bolchevique, Inhumano)
  - Antídoto (2008, M&M)
  - Capital (2003, Alerce, Inhumano)
  - Algo No Anda (2001, TaKe Sale!, Discos Suicidas)
  - Collage (1999, TaKe Sale!, Alerce, Alerta)
  - Hardcore Para Señoritas (1997, TaKe Sale!, Deifer, Inhumano)
  - Fábricas Mágicas... Lápidas Tétricas (1995, Toxic Records)
  - Incierto Final (1993, Alerce)
- Álbumes en vivo
  - La Victoria Del Perdedor (2010, Oveja Negra)
- Álbumes compilatorios
  - BBS Paranoicos 30 años, BOXSET  7 Cds. (2022, M&E)
  - Cambia El Tiempo. (Antología 1993–2003)  (2003, Alerce, Alerta!)
  - The History of BBS Paranoicos (2001, Martyr To The Scene, Paranoia)
- Splits
  - Og Bo Toyy: BBS Paranoicos / White Flag   CD (2012, Furia)
  - BBS Paranoicos / Ego Means Survival  CD/LP (2001, Volxdroge, Ta Ke Sale!, Bloodshed, Stay True)
  - BBS Paranoicos / Desperate Cry (1997, Jurassic Punk) Eps
  - Por 30 Más" (2021, Problematic)
  - Dos (2005, Alerce)
  - Uno (2005, Alerce)
  - El Ensayo CD/K7 (2000, TaKe Sale!) Demos
  - Dulces Bebés Paranoicos (1991)